# Andreas Hamann
Andreas Hamann (* 14. Mai 1904 in Ockholm, Kreis Husum; † 7. Mai 1964 in Oldenburg) war ein deutscher Rechtsanwalt aus Oldenburg und Autor mehrerer rechtswissenschaftlicher Fachbücher.

## Leben
Nach dem Studium der Rechtswissenschaften an der Universität Kiel und der Promotion im Jahre 1932 an der Universität Hamburg war Andreas Hamann als Rechtsanwalt und Notar tätig. Hamann trat zum 1. Dezember 1931 in die NSDAP (Mitgliedsnummer 777.557), Ortsgruppe Hohenwestedt, und am 2. September 1932 in die SA ein. 1934 erfolgte der Umzug nach Siegen, wo er Vorsitzender Richter des Kreisgerichts Siegen-Land und  SA-Sturmführer war. 1934/35 übersiedelte er vermutlich aufgrund eines Parteigerichtsverfahrens (1937 eingestellt) nach Oldenburg. In den 1950er Jahren war er auch Lehrbeauftragter an der Hochschule für Sozialwissenschaften in Wilhelmshaven.
Er ist der Vater von Andreas Hamann jr.

## Werke
- Das Kirchenrecht der deutschen Minderheit in Nordschleswig, Diss. Universität Hamburg, 1932
- Rechtsstaat und Wirtschaftslenkung, 1953
- Das Grundgesetz für die Bundesrepublik Deutschland vom 23. Mai 1949. Ein Kommentar für Wissenschaft und Praxis, 1956 (2. Aufl. 1961; 3. Aufl. weitergeführt von Andreas Hamann jr. und Helmut Lenz 1970)
- Deutsches Wirtschaftsverfassungsrecht, 1958
- Kommentar zum Milch- und Fettgesetz, 1961